# Hareskoven
55°46′N 12°23′Ø / 55.767°N 12.383°Ø
 "Hareskov" omdirigeres hertil. For andre betydninger af Hareskov, se Hareskov (Sydslesvig).
Hareskoven, Harreskoven eller Hareskovene som det samlede område retteligen burde kaldes, er et stort sammenhængende skovområde nord for København med størstedelen beliggende i det sydlige Furesø Kommune, en mindre del i Gladsaxe Kommune og en lille del i Ballerup Kommune. Mod øst fortsætter skoven i den private Frederiksdal Storskov og mod nord er der kun et mindre åbent område omkring Kollekolle op til Nørreskoven. Der er således tale om stort sammenhængende naturområde ganske tæt på hovedstaden, og bortset fra Kongens Lyngby fortsætter det grønne område helt til Øresund.
Navnet har i perioder været stavet med to r'er – altså Harreskov. Ordet "harre" stammer fra det norrøne hörgr (nudansk hørg), hvilket henviser til de norrøne sten-alter (rillesten, dysser og dynger) man endnu kan finde rundt om i Harreskoven. Fhv. statsskovrider Einar Laumann Jørgensen forbinder fortrinsvis navnet "harre" med engelske "hearg", det engelske ord tilsvarende hørg/hörgr.
Hareskovene dækker over 4-5 forskellige individuelle skovområder der dog udgør et sammenhængende hele med fælles præg. Det meste af Hareskovene er klassisk bøgeskov ("søjlehal"), men der er også en del områder med gran. Skovbunden er de fleste steder fortsat ret artsfattig, men flere steder har opgivelse af dræning øget forekomsten af vådområder og der er nu en række småsøer og mindre moser med ganske interessant plante- og dyreliv.
Byen Hareskovby befinder sig midt i skovene. Fægyden er en vej mellem Hareskovby og Værløse, der tidligere blev brugt til kvægdrift, og vejen deler skoven i Lille Hareskov vest for vejen og Store Hareskov øst for vejen.
I Hareskovene er der både ridestier og en mountainbikerute.

## De forskellige skove

### Store Hareskov
Store Hareskov er det område de fleste forbinder med navnet Hareskov. Det afgrænses mod vest af Fægyden og mod øst af Hillerødmotorvejen. Området gennemskæres af Hareskovbanen. Træerne af høje rette bøgetræer samt granplantager hist og her. Stierne er udlagt i klassisk stjerneform der vidner om området i tidligere tider var kongeligt jagtområde, hvor man bl.a. praktiserede parforcejagt. Skoven drives primært med henblik på rekreative værdier. I midten af skoven er nu en stor rydning kaldet "Sletten" hvor der af og til (f.eks. på Skovens dag) foregår forskellige aktiviteter og der er også bålpladser. En del lavtliggende steder er dræningen nu ophørt og gamle vådområder er genetableret.
I den sydlige del af Store Hareskov ligger Svenske Vold. Dette er et voldanlæg etableret under krigen i 1658-60 og er en ca. 400 m lang, 0,5 m høj og 1,5 m bred jordvold med foranliggende grav. Her lå en af svenskernes lejre ved belejringen af København.

### Lille Hareskov
Lille Hareskov er området mellem Fægyden og Værebro Å. Området øst for Skovlystvej minder meget om Store Hareskov, mens området vest for Skovlystvej er mere varieret.
Det er i Lille Hareskov øst for Skovlystvej at man finder de fleste af de såkaldte rillesten. Der er flere markante vådområder, bl.a. Djævlemose og Gisselfeld-engen langs Værebro Å samt flere andre. Nord for Restaurantbryggeriet Skovlyst findes en ås det lokalt kaldes "svineryggen" – langs denne findes flere generationer af hulveje. Der findes også en række andre oldtidsminder, men dateringen er usikker og de er ikke særligt tydelige.

### Jonstrup Vang og Egebjergene
Jonstrup Vang og Egebjergene er området vest og syd for Værebro Å. Området er det mest kuperede og det er også her man finder de fleste søer. I området øst for Skovvej finder man desuden nogle meget store, gamle navngivne egetræer (Skrædderen, Djævelen og Grenaderen). Ved Vangehus ligger et gammelt savværk hvor man i December også sælger juletræer. Mod øst I Egebjergene ligger der en kondi-rute. Østligst, helt op til Værebro Å´og Skovlystvej ligger "Madses Bakke" der er administrativt fredet pga. sin forekomst af gamle småbladet lind der måske er efterkommere af den oprindelige danske bestand af småbladet lind i den atlantiske varmetid.

### Bøndernes Hegn og Aldershvile skov
Bøndernes Hegn og Aldershvile skov er et mindre område mellem Hillerødmotorvejen og Bagsværd Sø. Aldershvile er et nu nedbrændt landsted der tidligere ejede betydelige jorder i området.

## Geologi og skovens historie
Landskabet hvor Hareskovene ligger er randmoræne fra sidste istid. Morænelandskabet er i sig selv naturligt kuperet, men tillige er der en række markante dødishuller. Jorden er uegnet til landbrugsjord da den er næringsfattig og meget ujævn. Det meste af området har derfor været skovdækket siden skoven indvandrede i Danmark, og Hareskoven er således en af de ældste skove i Danmark. Oprindeligt var skovene naturligvis meget større. Dette betyder dog ikke at Hareskoven er "urskov". I middelalderen havde man dyr gående i skoven der således var en åben såkaldt græsningsskov.
Efter at den svenske belejring af København var slut i 1660, var store dele af skoven hugget ned. Den svenske hær havde brugt træet til etablering af fæstningsværker og som brænde, og en del af skoven var måske også hugget ned for at træerne ikke skulle kunne bruges af danskerne bagefter. I 1687 blev det snorlige vejsystem til parforcejagt anlagt af Christian 5. (Samme konge pådrog sig i øvrigt i 1698 en skade fra en hjort under parforcejagt i dyrehaven, som han døde af året efter). Den nærliggende landsby Tubberup (el. Tibberup) var også ødelagt efter svenskekrigene, og blev nedlagt i 1672 - den blev erstattet af en ny landsby under et nyt gods med navnet Hjortespring.
I 1906 etableredes Slangerupbanen, der nu kendes som Hareskovbanen, med damptog-forbindelse fra Lygten Station på Nørrebro til Værløse, Farum og Slangerup. Indenfor skovens område fandtes stationerne Hareskov og Skovbrynet, samt Syvstjernen trinbræt. I 1954 nedlagdes strækningen fra Farum til Slangerup og ved samme lejlighed nedlagdes Syvstjernen trinbræt. I 1977 blev banen omdannet til S-bane, der nu udgik fra Svanemøllen Station.
Senere, især efter 2. verdenskrig og indtil ca. 1990, har man dyrket tætte monokulturer af bøg og rødgran med tømmerproduktion for øje.

## Dyre og planteliv
Den magre, grusede jord og den intensive skovdrift i perioden 1945 – 1990 har medført generel udpining af jorden og dannelse af et tykt lag morr. Bøge- og gran-skov på morrbund kan have et varieret og interessant plante- og dyreliv, men de planter der finder fodfæste på morr er ofte sarte og lang tid om at etablere sig. I skove med intensiv drift og dræning vil sådanne planter (og tilhørende dyreliv) derfor ikke finde fodfæste.
Da man gik over til naturskovs-strategien i 1990'erne var Hareskovene derfor et område med et ret fattigt planteliv, selvom der efterhånden var en pæn bestand af rådyr. Hvid Anemone var (og er) almindelig, og langs stierne så man en del ukrudt som f.eks. Skvalderkål, Brændenælde m.v.
Dette har imidlertid ændret sig. Brug af maskineri sker mere skånsomt og primært for at rydde op efter stormfald, dræning afvikles og hvor de ikke udgør fare lader man faldne træer ligge og forrådne.
Derfor er en egentlig morrbundsflora ved at etablere sig, med bl.a. sjældne arter af Vintergrøn-slægten. De mange gamle bøgestammer der får lov til at ligge er også hjemsted for en række smådyr der igen er føde for en lang række fugle, f.eks. forskellige spætter. Endelig er de gamle træer også hjemsted for en række svampe, og Hareskovene er kendt for deres omfattende svampeflora.
Det lille område Madses Bakke ved Gisselfeld Bro henligger som egentlig urørt skov, angiveligt en af de ældste i landet og har en pæn bestand af gamle småbladet lind.

## Rillesten
Blandt skovens talrige kulturminder finder man de såkaldte rillesten. Nogle anser disse sten for at være efterladenskaber fra de stenhuggere, der færdedes i skoven fra middelalderen og frem til omkring år 1900. Andre mener, at stenene er forhistoriske kulturminder og at rillerne har haft en kultisk eller symbolsk betydning. Den sidste teori anser mange danske fagarkæologer for kontroversiel.
Rillestenene ses også andre steder i Danmark og Europa, særligt det nordvestlige Jylland og det nordlige og østlige Tyskland.